# Отрыв (стрелковый спорт)
Отрыв (в стрелковом спорте) — одно из попаданий в мишень, которое находится на значительном удалении от основной группы пробоин, расположенных относительно недалеко друг от друга (средней точки попадания). Как правило, является следствием ошибок стрелка при выполнении выстрела, примерами которых могут быть:
- непроизвольные сокращения двигательных мышц по причине утомления,
- изменение мышечного тонуса вследствие переключения внимания стрелка с удержания мишени в прорези прицела на нажатие спускового крючка[3],
- поверхностно усвоенные навыки спуска курка,
- недостаточная сосредоточенность во время спуска и т. д.

## Некоторые причины
Если при стрельбе из пистолета у новичка отрывы преобладают на диагонали мишени с двух часов на семь, то, в большинстве случаев, это свидетельствует о неправильной работе кисти, ввиду её естественной свободы движения влево-вниз (для правой руки). Отрывы на шесть часов указывают на преждевременную потерю концентрации до завершения выстрела, что приводит к «падению» руки. В противоположность им, отрывы на двенадцать часов часто возникают из-за чрезмерного стремления не допустить «падения» руки.
При длительной стрельбе из винтовки большими сериями к появлению отрывов на 12 часов может привести высокая температура оружейного ствола если патрон значительное время находился в разогретом патроннике. В таких ситуациях высокая температура оружия приводит к нагреву патрона, что, в свою очередь ведёт к ускоренному прогоранию пороха в гильзе и повышению начальной скорости пули.